# Bernulf von Utrecht

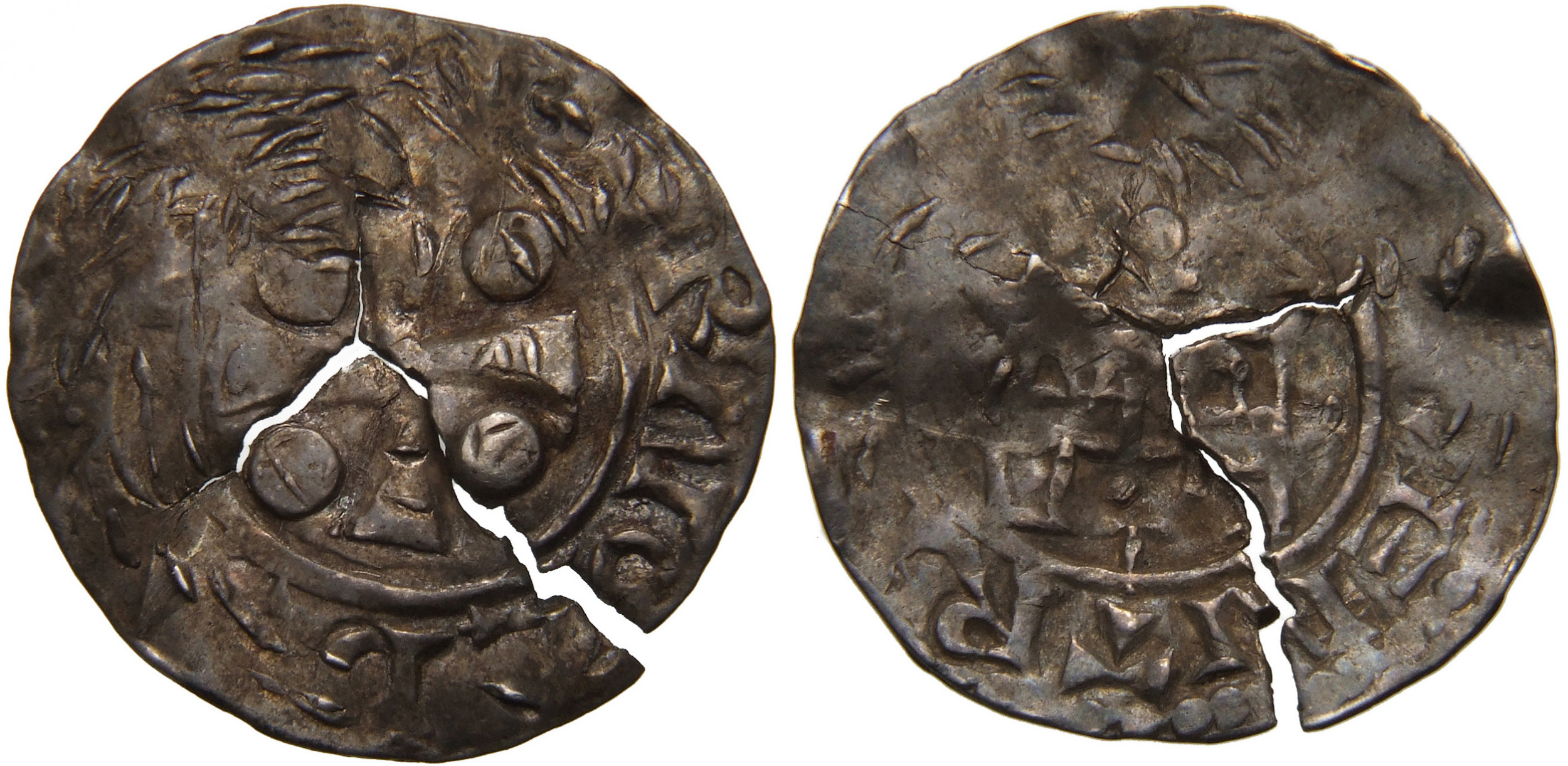
Münze Bernulfs von Utrecht

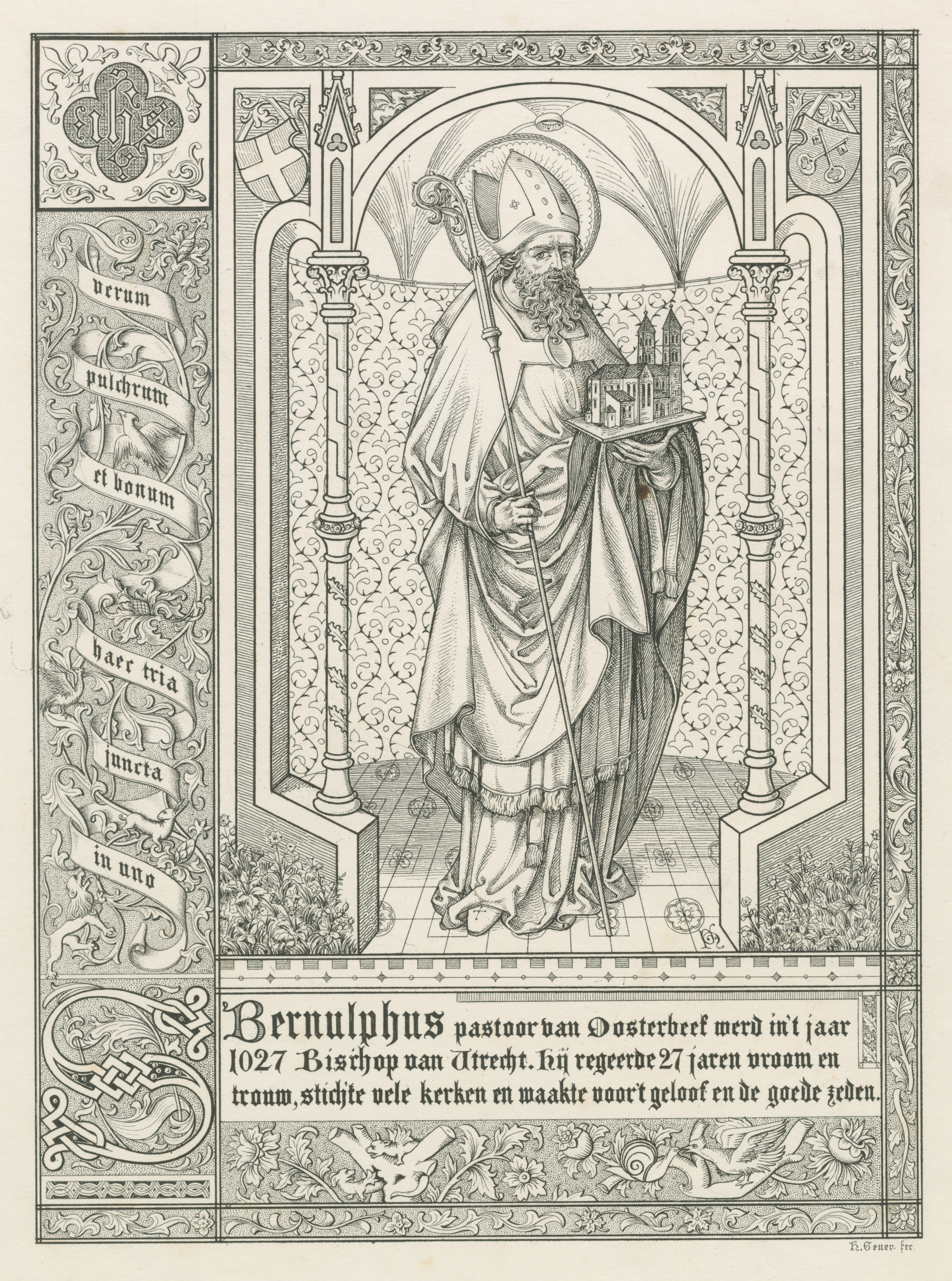
Der heilige Bernulphus von Utrecht

Bernulf, auch Bernulphus, Bernold, Benno († 19. Juli 1054) war von 1027 bis 1054 Bischof von Utrecht. Er wird als Heiliger verehrt.

## Leben
Bernulf stand in der Gunst von Heinrich II. und später von Heinrich III. Es gelang ihm, das Hochstift weiter auszubauen, er setzte sich auch gegen den holländischen Grafen Dietrich IV. durch. Bernulf nahm an mehreren Synoden teil, darunter nach Wolfhere 1027 an der Synode von Frankfurt.